# Mirassol d'Oeste
Mirassol d'Oeste é um município brasileiro do estado de Mato Grosso

## Geografia
Localiza-se a uma latitude 15º40'30" sul e a uma longitude 58º05'45" oeste, estando a uma altitude de 260 metros. Possui uma área de 1134,31 km² e sua população, conforme estimativas do IBGE de 2022, era de 26 785 habitantes. Houve um aumento de 5,65%. Mais dado da população:
- 1991 - 25.864 habitantes.[8]
- 2000 - 22.997 habitantes.[8]
- 2010 - 25.299 habitantes.[8]

Conforme-se ver, em 1991, 2010 e 2022 houve um aumento, já em 2000 houve uma queda.

#### População urbana, rural e por sexo
- População masculina (2010): 12.685 habitantes.
- População feminina (2010): 12.614 habitantes.
- População urbana (2010): 21.470 habitantes.[9]
- População rural (2010): 3.829 habitantes.

## Religião
Religião no Município de Mirassol d'Oeste segundo o censo de 2010.
| Religião       | %    |
| -------------- | ---- |
| Catolicismo    | 68,6 |
| Protestantismo | 20,8 |
| Outras         | 2,5  |
| Sem religião   | 8,1  |

## Frota
| Tipo de veículo | Quantia |
| --------------- | ------- |
| Motocicleta     | 5.633   |
| Automóvel       | 5.511   |
| Motoneta        | 2.772   |
| Caminhonete     | 1.937   |
| Caminhão        | 854     |
| Camioneta       | 208     |
| Caminhão trator | 194     |
| Ônibus          | 91      |
| Micro-ônibus    | 13      |
| Outros          | 563     |
| Total           | 17.822  |

## Últimos prefeitos eleitos
| Ano  | Prefeito             | Partido | Votos | %      | Ref    |
| ---- | -------------------- | ------- | ----- | ------ | ------ |
| 2004 | Dr. Luiz             | PPS     | 6.090 | 50,44  | [ 12 ] |
| 2008 | Donizete das Antenas | PT      | 7.643 | 73,17  | [ 13 ] |
| 2012 | Leal                 | PSD     | 5.120 | 35,52  | [ 14 ] |
| 2016 | Euclides Paixão      | PSDB    | 6.121 | 100,00 | [ 15 ] |
| 2020 | Héctor Alvares       | PSL     | 7.449 | 55,58  | [ 16 ] |